# Regulus (zoologia)
Regulus Cuvier, 1800 è un genere di uccelli passeriformi della famiglia Regulidae Vigors, 1825 e della superfamiglia Reguloidea, nell'ambito delle quali rappresenta l'unico taxon ascritto.

## Etimologia

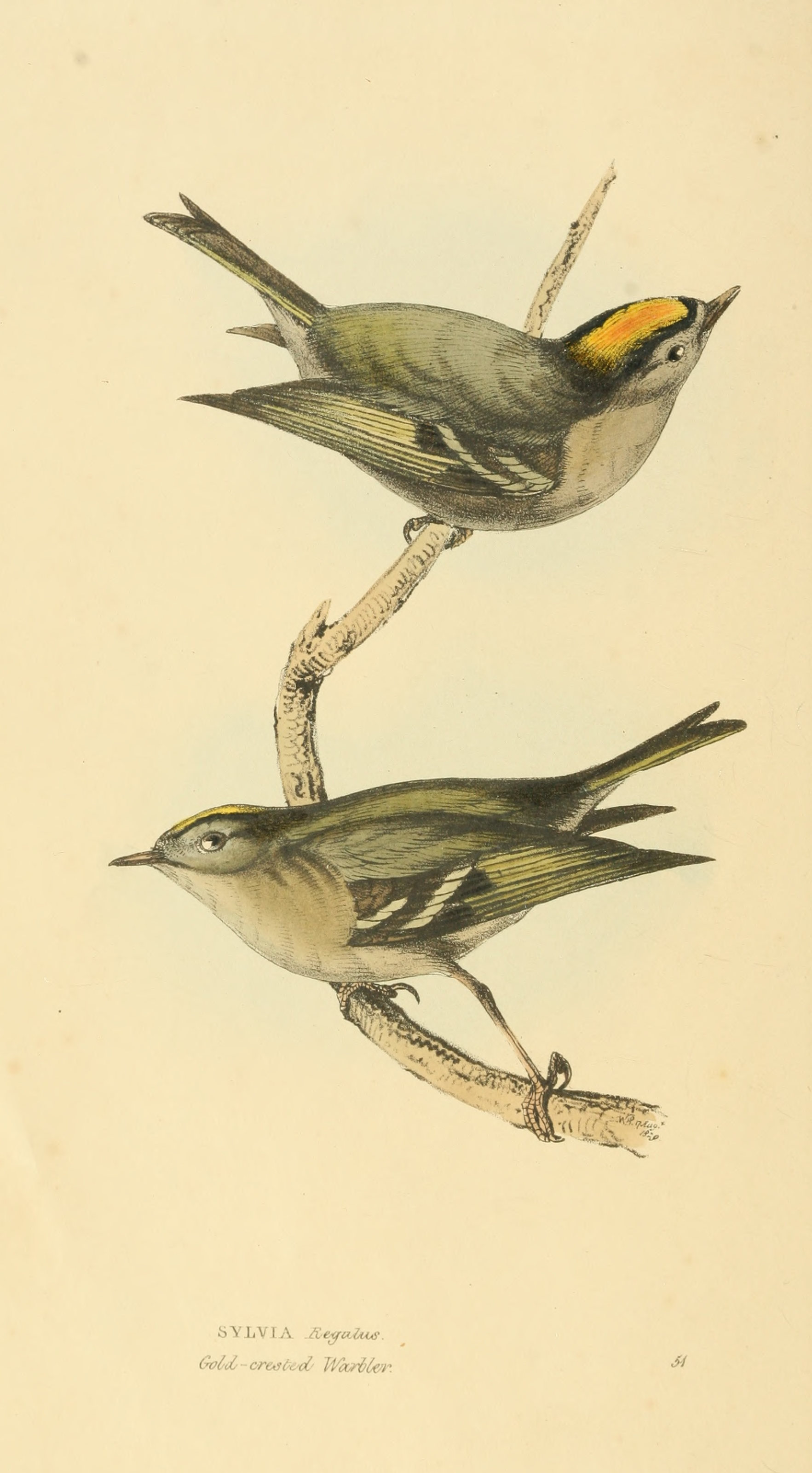
R. regulus (maschio in alto).

Il nome scientifico del genere, Regulus, rappresenta il diminutivo del latino rex, "re", col significato di "reuccio", in riferimento alle piccole dimensioni ed alla "corona" cefalica colorata dei maschi.
Aristotele ed anche Plinio il Vecchio nella Naturalis Historia parlano di una leggenda secondo la quale gli uccelli un giorno decisero di affidare il titolo di re a colui il quale avesse raggiunto in volo la maggiore altezza: ben presto l'aquila si distaccò dagli altri, ma, quando questa cominciò a dare segni di stanchezza, dalle penne della sua coda spuntò un piccolo uccello, che volò ancora più in alto dell'aquila e chiamò per sé il titolo. Sebbene generalmente tale piccolo uccello venga considerato lo scricciolo, in virtù dell'associazione fra tale animale e il fuoco o la regalità si pensa che più correttamente i due autori si riferissero al regolo, anche in vitù della somiglianza fra i nomi greci dei due uccelli (βασιλεύς/basileus, "re", per lo scricciolo, e βασιλισκος/basiliskos, "piccolo re", per il regolo).

Altro punto a favore di questa tesi è il fatto che in alcune aree (come la Gran Bretagna) si pensasse che i regoli si nascondessero fra le penne degli uccelli di maggiori dimensioni per scroccare un passaggio durante la migrazione.

## Descrizione
Si tratta di uccelli di piccole dimensioni, che coi loro 8–11 cm di lunghezza per 5-10 g di peso (le specie americane sono più grandi, quelle eurasiatiche più piccole) sono da annoverare fra i passeriformi di minori dimensioni in assoluto.
Nel complesso, gli appartenenti al genere sono uccelletti dall'aspetto paffuto e arrotondato, muniti di grossa testa arrotondata con collo molto corto, ali arrotondate, coda corta e dalla punta forcuta e becco corto ma sottile. Le zampe sono lunghe e muscolose, munite di pianta ruvida e di lunghi artigli ricurvi per favorire la presa su tronchi e rami.

Il piumaggio è di color verde oliva dorsalmente, grigio sulla testa e con sfumature giallastre su petto e ventre: nei maschi è presente una mascherina facciale nera ed una corona gialla, arancione o rossiccia (a seconda della specie) sul vertice, che frutta al genere il nome scientifico.

## Biologia
Le specie ascritte al genere sono in genere moderatamente gregarie e diurne, che in virtù del rapidissimo metabolismo si dimostrano estremamente attive e alla costante ricerca di cibo, rappresentato in massima parte da piccoli invertebrati (soprattutto specie dall'esoscheletro tenero, come afidi e collemboli), ma in piccolissima parte anche da semi, materiale vegetale e uova: il cibo viene generalmente reperito ispezionando la corteccia col becco, ma questi uccelli si dimostrano molto abili anche nell'afferrare le prede in volo.

I fiorrancini si nutrono di prede in media più grandi rispetto ai regoli, riducendo in tal modo la competizione interspecifica dove le varie popolazioni vivono in simpatria. Tale competizione viene ulteriormente ridotta dal fatto che i fiorrancini sono soliti cercare il cibo fra le spaccature dei tronchi e della corteccia, mentre i regoli si alimentano soprattutto fra i rami e le foglie, rimanendo spesso appesi a testa in giù: tali abitudini si riflettono nella morfologia dei due uccelli, coi fiorrancini muniti di becchi lievemente più larghi e con setole alla base del becco (deputate ad evitare che il cibo raggiunga gli occhi) più lunghe e robuste rispetto a quanto osservabile nei regoli, che dal canto loro presentano coda più corta e forcuta e zampe più forti e dagli artigli (soprattutto quello del dito posteriore) più robusti rispetto ai fiorrancini, a riflettere il maggior tempo speso appoggiati verticalmente ai rami.

Il velocissimo metabolismo fa sì che un esemplare privato del cibo perda circa un terzo del proprio peso corporeo in una ventina di minuti, morendo per inedia in un'ora circa. Durante la ricerca del cibo, questi uccelli si tengono in costante contatto fra loro mediante richiami molto acuti, che raggiungono gli ultrasuoni.

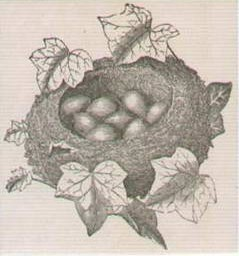
Nido di R. regulus con uova.

Il nido è a forma di coppa con bordi molto alti e viene costruito con ragnatele e licheni, foderando l'interno con pelo e piumino. Al suo interno la femmina depone 7-12 uova biancastre con rada maculatura bruna, che essendo in gran numero sono poste le une sopra le altre: le prime deposte sono più piccole, mentre le ultime sono più grandi. La femmina cova le uova infilando fra esse le zampe, per 14-17 giorni: i pulli, ciechi ed implumi alla schiusa (che avviene in maniera asincrona), vengono imbeccati e accuditi da ambedue i genitori per 17-24 giorni, quando sono in grado d'involarsi e si allontanano dal nido. I piccoli, dopo essere stati nutriti, si accovacciano sul fondo del nido, venendo scavalcati dai fratelli ancora affamati, che li spingono così in fondo alla camera di cova.
La speranza di vita di questi uccelli è di circa sei anni, una delle più corte fra gli uccelli nidicoli, fra i quali (assieme ad alcuni galliformi di piccole dimensioni) i regulidi sono probabilmente i più fecondi: nel regolo, ad esempio, il tasso di mortalità annuo sfiora l'80%.

## Distribuzione e habitat
Il genere Regulus ha distribuzione olartica, con due specie diffuse in Nord America, una in Eurasia, una in Europa e due endemismi insulari (R. goodfellowi a Taiwan e R. madeirensis a Madera).
Le specie ascritte al genere sono abitatrici delle pinete e delle foreste di conifere dei climi temperati, per vivere nelle quali presentano numerosi adattamenti morfologici: questi uccelli si adattano inoltre a vivere anche nella laurisilva e nella macchia mediterranea (principalmente negli arbusteti di erica arborea). Le popolazioni di alcune piccole aree sono residenti, mentre la stragrande maggioranza dei regulidi migra a sud durante i mesi più freddi.

## Tassonomia
Al genere vengono ascritte sei specie:
Superfamiglia Reguloidea
- Famiglia Regulidae
  - Genere Regulus
    - Regulus ignicapilla (Temminck, 1820) - fiorrancino
    - Regulus goodfellowi Ogilvie-Grant, 1906 - fiorrancino di Taiwan
    - Regulus regulus (Linnaeus, 1758) - regolo comune
    - Regulus madeirensis Harcourt, 1851 - fiorrancino di Madeira
    - Regulus satrapa Lichtenstein, 1823 - fiorrancino americano
    - Regulus calendula (Linnaeus, 1766) - regolo americano

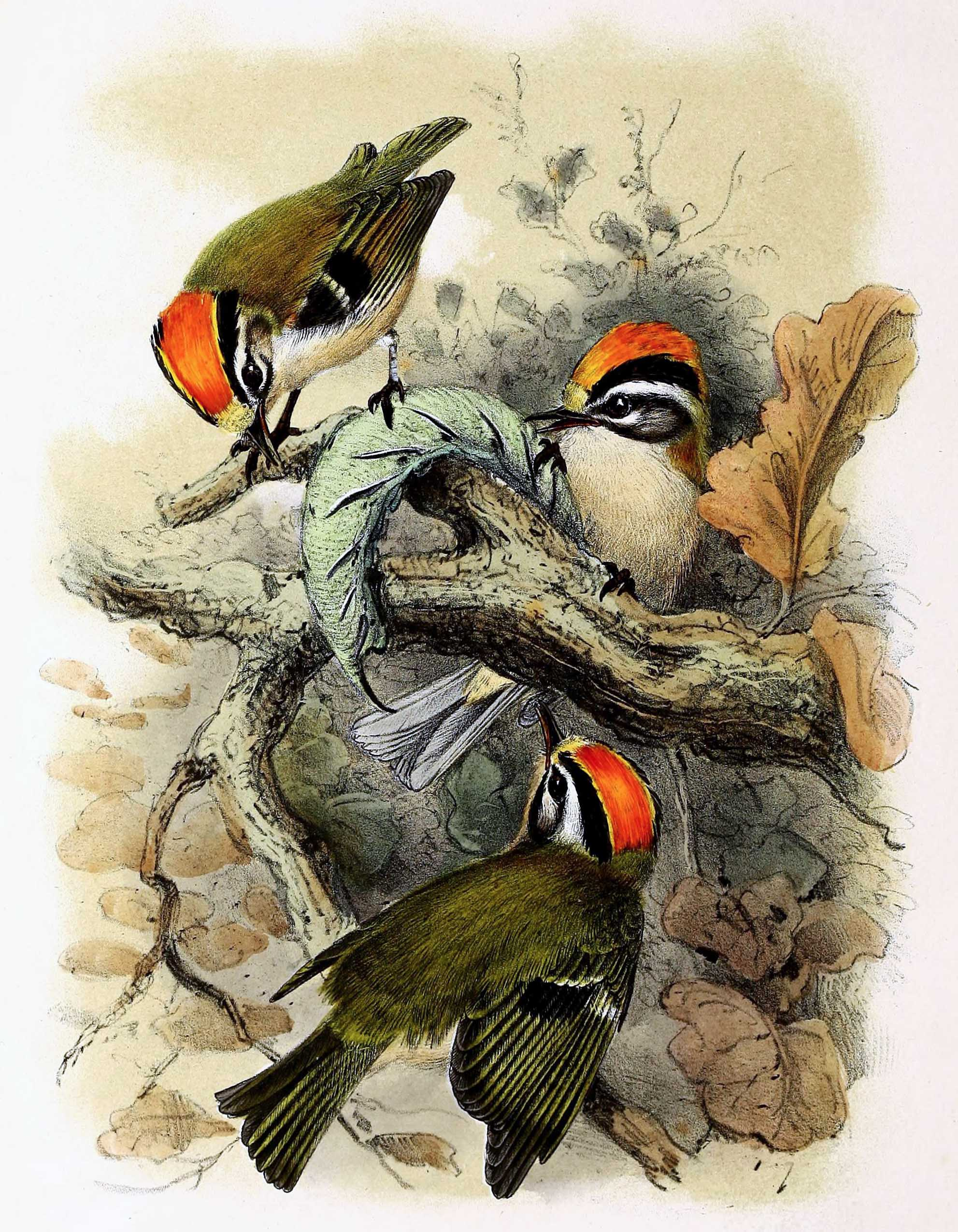
R. ignicapilla.
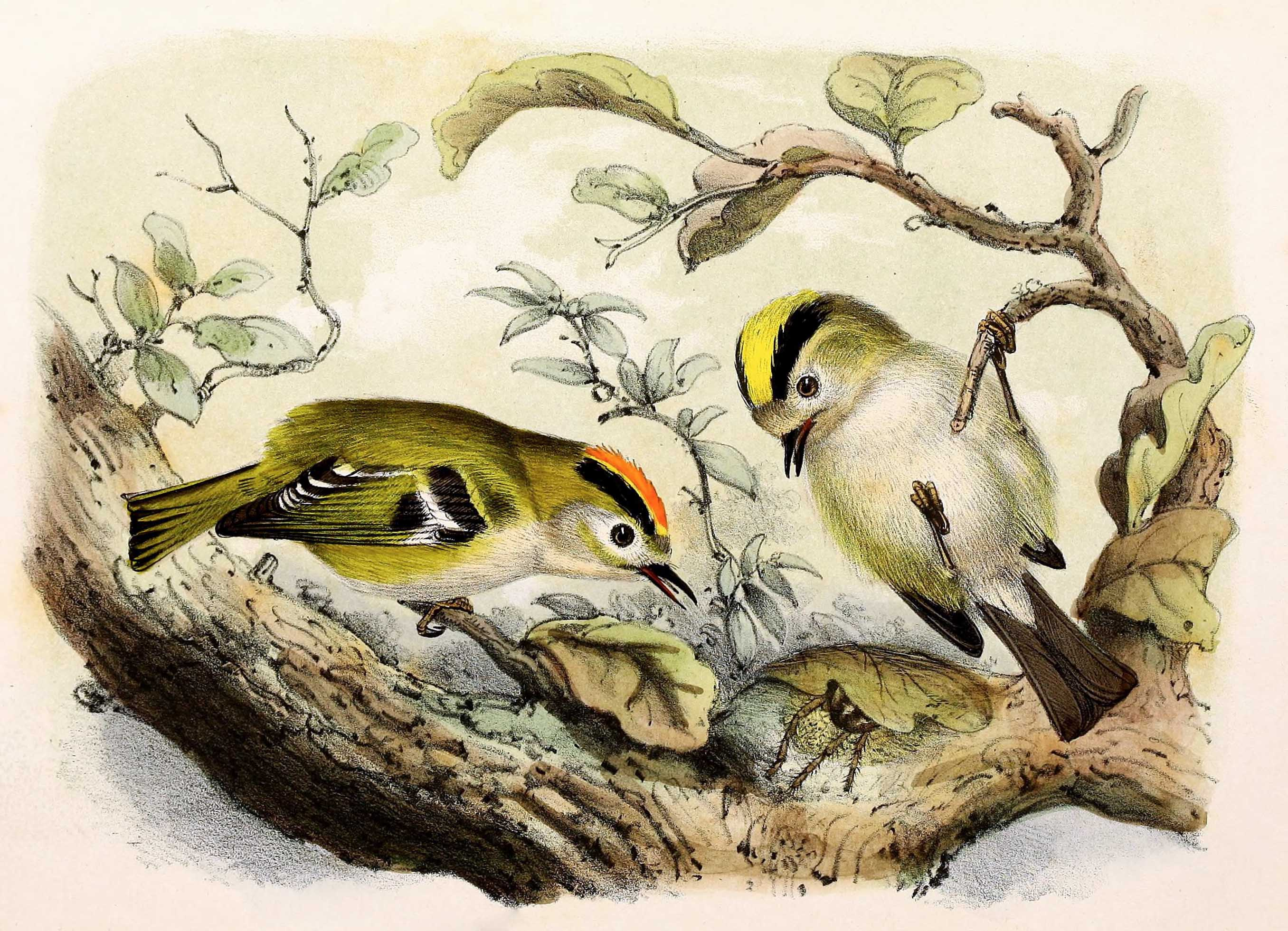
R. regulus.
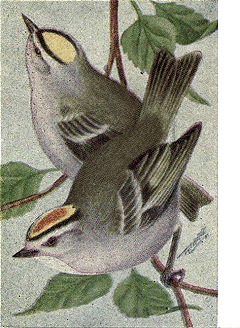
R. satrapa.
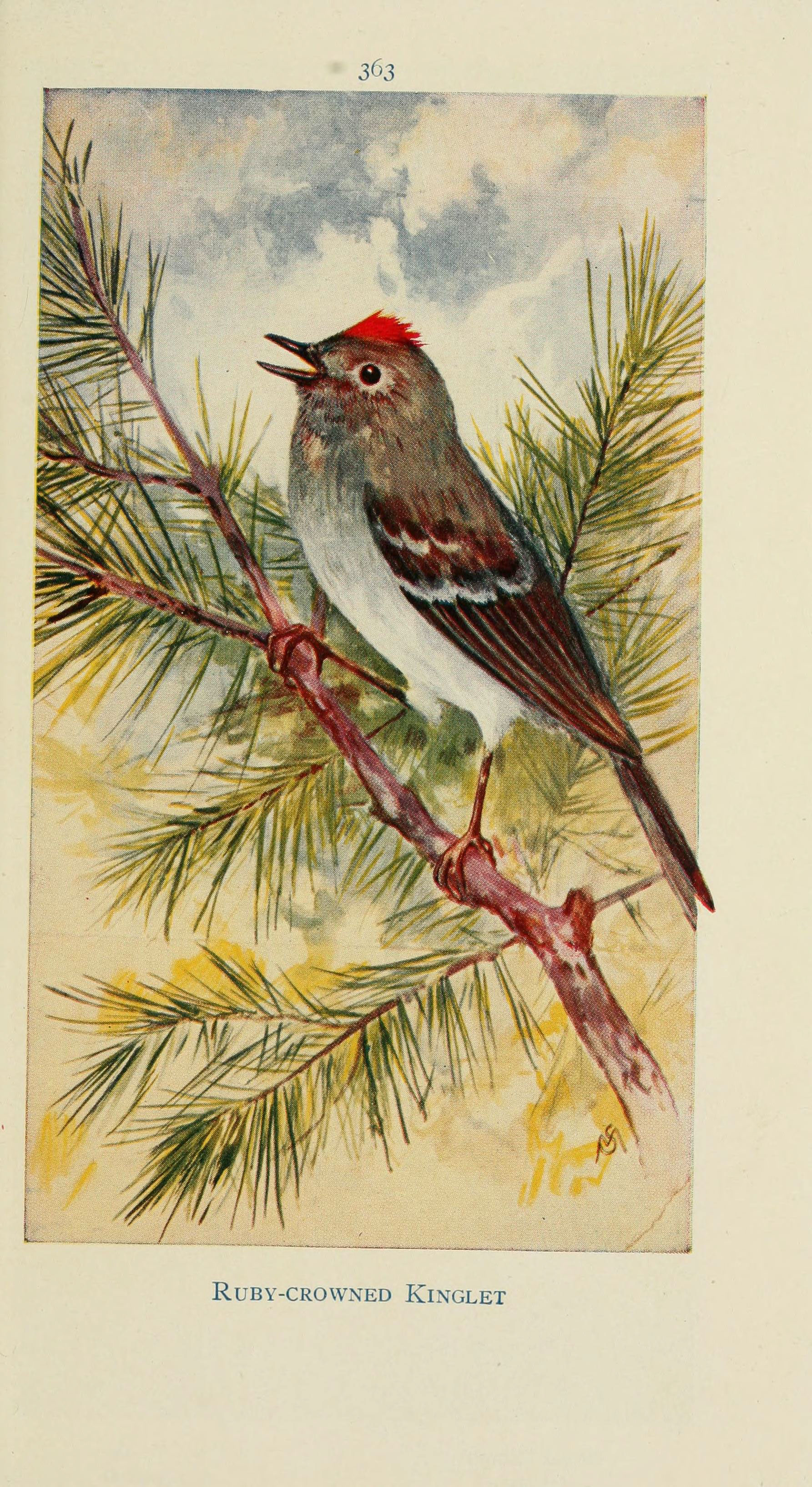
R. calendula.

A queste si aggiunge una specie nota allo stato fossile, Regulus bulgaricus, vissuta 2,6-1,95 milioni di anni fa in quella che è l'attuale Bulgaria.
Inizialmente ascritti al genere Sylvia o Motacilla, ben presto questi uccelli sono stati spostati in un proprio genere, Regulus, sempre nell'ambito della famiglia Sylviidae: in realtà, recenti ricerche a livello genetico hanno dimostrato che regoli e fiorrancini condividono molto poco con le silvie al di là di alcune somiglianze morfologiche, tanto da farne ritenere corretta l'ascrizione a una propria famiglia (Regulidae) e a una propria superfamiglia (Reguloidea) monotipiche, quest'ultima intermedia fra Sylvioidea e Bombycilloidea.
All'interno del genere, si individua un clade basale rappresentato dal solo regolo americano, talvolta ascritto a un proprio genere monotipico, Corthylio, mentre il rimanente ramo va a formare i gruppi fiorrancino comune-fiorrancino di Madeira (in passato classificato come sottospecie del primo, ma elevato al rango di specie a sé stante dopo che le analisi del citocromi hanno dimostrato una distanza dell'8,5% fra i loro genomi, compabile ad esempio col 9% di divergenza fra il fiorrancino e il regolo comune), fiorrancino americano e regolo-fiorrancino di Taiwan, con le ultime due specie che hanno cominciato a divergere circa tre milioni di anni fa.
Alcuni autori suggerirebbero l'elevazione a specie anche della sottospecie di regolo diffusa alle Canarie, R. r. teneriffae.